# Monte Cosce
Il Monte Cosce (1.114 m. s.l.m.) è una cima dei monti Sabini, nel Lazio, nella provincia di Rieti, a cavallo dei comuni di Vacone - Configni.